# زکریا بن ادریس اشعری قمی
زکریا بن ادریس اشعری قمی ملقب به ابو جریر استاد محدثین از یاران جعفر بن محمد (پیشوای ششم شیعیان)، موسی بن جعفر (پیشوای هفتم شیعیان) و علی بن موسی الرضا (پیشوای شیعیان هشتم) بود. گروهی از بزرگان شیعی، او را یکی از افراد تأثیرگذار در رشد دین اسلام دانسته‌اند. شیخ طوسی ضمن شمردن حدود ۳۳۰۰ نفر از راویان و اصحاب جعفر بن محمد ، از زکریای اشعری نام برده‌است.

## آثار
- کتاب الحدیث[۵]

## درگذشت
درگذشت وی در فاصله سال‌های ۲۰۴ الی ۲۲۰ قمری بوده است.
مکان دفن او مقبره شیخان قم و در جوار پسرعمویش زکریا بن آدم اشعری است.